# Ludger Lohmann

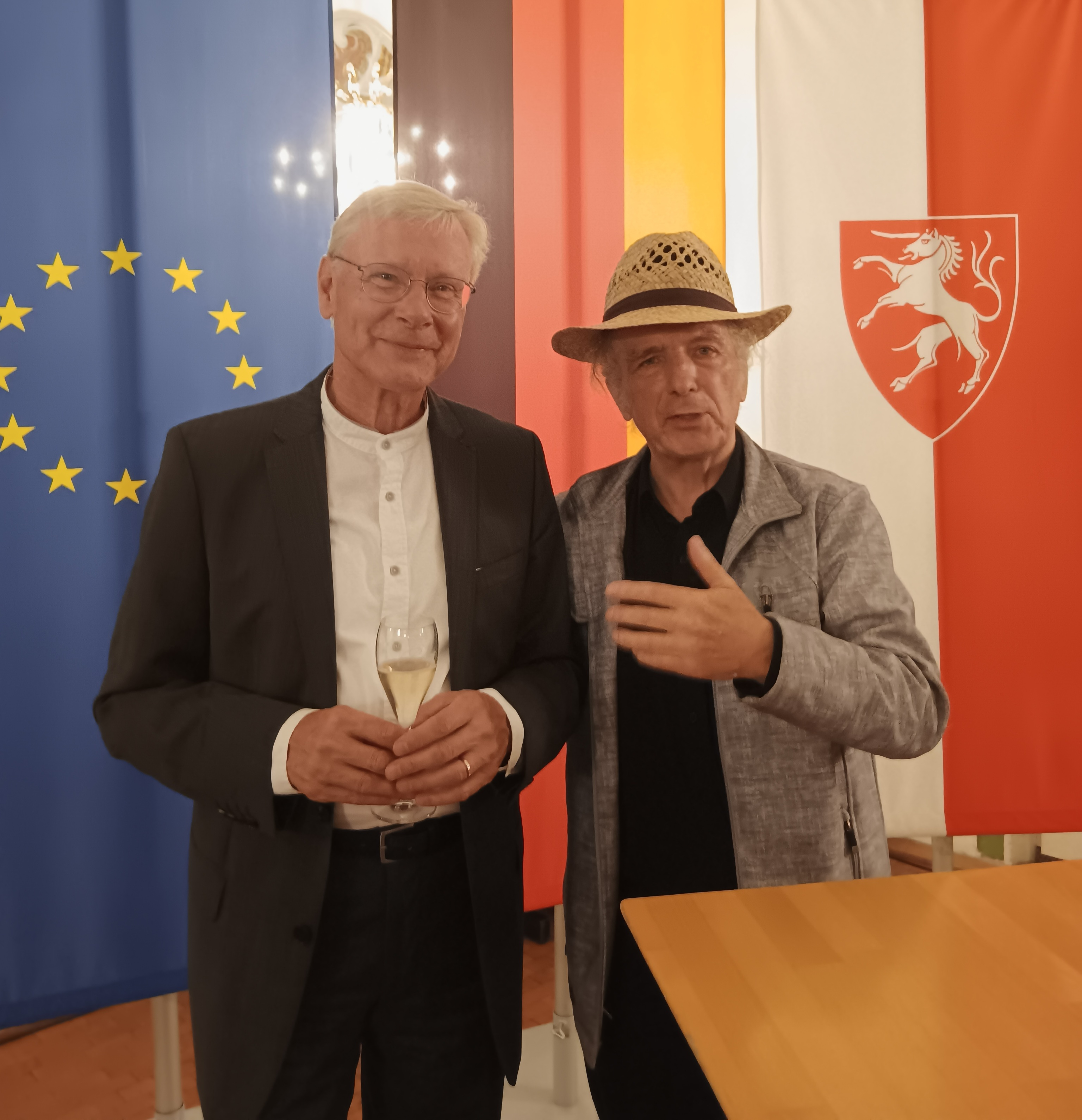
Ludger Lohmann (links) während der Laudatio von Karl Maihoroff anlässlich des Preis der Europäischen Kirchenmusik (2023)

Ludger Lohmann (* 1954 in Herne) ist ein deutscher Organist und Hochschullehrer.

## Leben
Ludger Lohmann studierte  an der Musikhochschule Köln Kirchenmusik und Schulmusik, des Weiteren an der Universität zu Köln Musikwissenschaft, Philosophie und Geographie. Seine Lehrer waren Wolfgang Stockmeier, Hugo Ruf, Marie-Claire Alain und Anton Heiller. Er wurde 1981 an der Universität zu Köln mit einer Dissertation über die Artikulation auf Tasteninstrumenten promoviert.
Nach einem Lehrauftrag von 1979 bis 1984 an der Kölner Musikhochschule wurde er 1983 als Professor an die Musikhochschule Stuttgart berufen. In jahrzehntelanger Tätigkeit bildete er dort Organistinnen und Organisten aus aller Welt aus, von denen viele an herausgehobenen Positionen tätig wurden. Außerdem war er 25 Jahre lang Organist an der Domkirche St. Eberhard Stuttgart. 2020 wurde er an der Musikhochschule emeritiert.
Lohmann verfolgt eine umfangreiche internationale Konzerttätigkeit. Von ihm liegen zahlreiche Einspielungen (LP und CD) vor. Gefragt ist er auch als Juror bei Orgelwettbewerben und Leiter von Meisterklassen.
Ludger Lohmann wohnt in Lindau am Bodensee.

## Schüler (Auswahl)
Zu Lohmanns Schülern zählen unter anderem Iveta Apkalna, Jürgen Banholzer, Christian Barthen, Andrew Dewar, Holger Gehring, Ute Gremmel-Geuchen, Timo Handschuh, Amelie Held, Andreas Jacob, Samuel Kummer, Nathan Laube, Winfried Lichtscheidel, Gerhard Löffler, Johannes Mayr, Andreas Meisner, Johannes Matthias Michel, Mami Nagata, Peter Schleicher, Lukas Stollhof, Krzysztof Urbaniak und Ulrich Walther. Lohmann betrachtet seine Studierenden als „seine wichtigsten Lehrer“.

## Schriften
- Studien zu Artikulationsproblemen bei den Tasteninstrumenten des 16. – 18. Jahrhunderts. Zugl. Dissertation Universität zu Köln 1981. Bosse-Verlag, Regensburg 1982, ISBN 3-7649-2257-5; 3. Auflage bei Palmer projekt. Bodensee-Musikversand, Radolfzell 2015, ISBN 978-3-00-049944-9.
- Aufführungspraxis – Akzentuierung, Artikulation. In: Siegbert Rampe, Dominik Sackmann (Hrsg.): Bachs Orchestermusik: Entstehung – Klangwelt – Interpretation. Ein Handbuch. Bärenreiter, Kassel/Basel/London/New York/Prag 2000, ISBN 3-7618-1345-7.

## Diskographie (Auswahl)
- 1986: Franz Liszt – Die großen Orgelwerke (Pape Verlag)
- 1994: Johann Sebastian Bach im Käppele (Open Mind Music Production)
- 1997: Rinck – Works for Organ (Naxos)
- 1997: Wie schön leuchtet der Morgenstern (FSM)
- 1998: Josef Rheinberger (Motette Ursina)
- 1998: Reger – Organ Works Volume 2 (Naxos)
- 1998: Ludger Lohmann spielt Mendelssohn (Motette Ursina)
- 1999: Deutsche Orgelsonaten Aus Aschaffenburg Herz-Jesu (PAN Verlag)
- 2001: Ave Maris Stella (SWR)
- 2002: Adolf Busch – Orgelwerke (Motette Ursina)
- 2002: Jan Janca – Organ Works (MDG)
- 2003: Johann Sebastian Bach – Orgelwerke (DUX)
- 2003: August Gottfried Ritter – Die vier Orgelsonaten (IFO Classics)
- 2006: Robert Schumann – Werke für Pedalklavier oder Orgel (Motette Ursina)
- 2007: Orgelsonaten aus vier Jahrhunderten (Ambiente Audio)

## Auszeichnungen
- 1979: 2. Preis beim Internationalen Musikwettbewerb der ARD[23]
- 1982: Grand Prix d’Interprétation beim Grand Prix de Chartres 1982
- 2023: Preis der Europäischen Kirchenmusik[1]

## Hausorgel

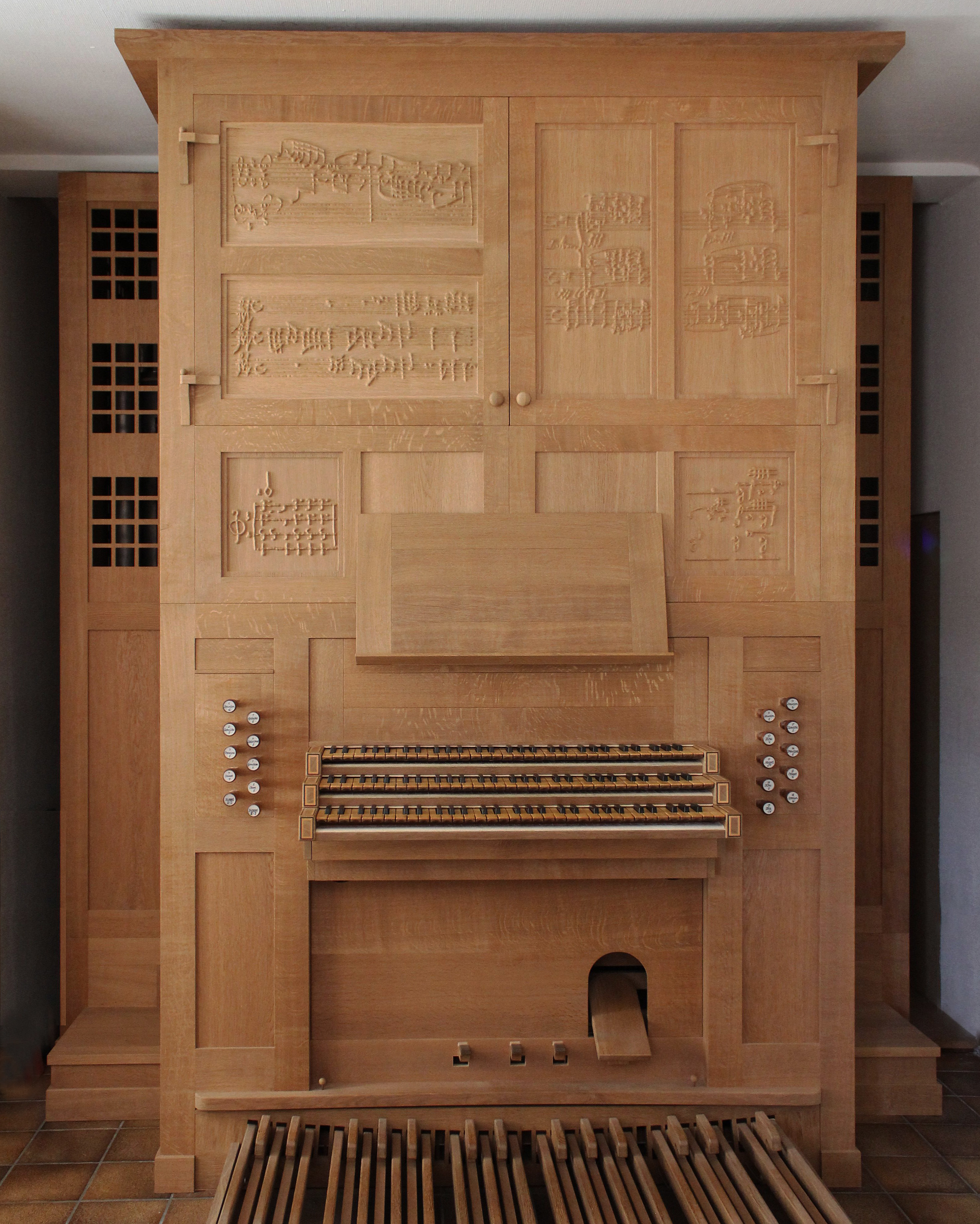
Hausorgel

Die Hausorgel von Ludger Lohmann wurde 2003 von der Firma Johannes Rohlf  erbaut. Das Instrument hat Schleifladen, die Spiel- und die Registertraktur sind mechanisch.
| I Hauptwerk C–c4 |     |
| Bourdon          | 16′ |
| Principal        | 08′ |
| Rohrflöte        | 08′ |
| Octave           | 04′ |

| II Positiv C–c4 |        |
| Bourdon         | 8′     |
| Flöte           | 4′     |
| Nasard          | 2 ⁄3′  |
| Flöte           | 2′     |
| Terz            | 1 3⁄5′ |

| III Schwellwerk C–c4 |    |
| Gedackt              | 8′ |
| Salicional           | 8′ |
| Gemshorn             | 4′ |
| Oboe                 | 8′ |

| Pedal C–g1 |                    |
| Bourdon    | 16′ (Transmission) |
| Principal  | 8′ (Transmission)  |
| Rohrflöte  | 8′ (Transmission)  |
| Octave     | 4′ (Transmission)  |
| Sordun     | 16′                |

- Koppeln: II/I, III/I, III/II, I/P, II/P, III/P
- Tremulant über das ganze Werk